# Viline (Viline), Bahciîsarai
Viline (în ucraineană Віліне) este localitatea de reședință a comunei Viline din raionul Bahciîsarai, Republica Autonomă Crimeea, Ucraina.

## Demografie
Componența lingvistică a localității Viline
     Rusă (67,73%)
     Tătară crimeeană (18,66%)
     Ucraineană (8,58%)
     Alte limbi (0,45%)
Conform recensământului din 2001, majoritatea populației localității Viline era vorbitoare de rusă (67,73%), existând în minoritate și vorbitori de tătară crimeeană (18,66%) și ucraineană (8,58%).